# Prästholmarna
Prästholmarna är en ö i Åland (Finland). Den ligger i Skärgårdshavet och i kommunen Sottunga i landskapet Åland, i den sydvästra delen av landet. Ön ligger omkring 41 kilometer öster om Mariehamn och omkring 240 kilometer väster om Helsingfors.
Öns area är 21,6 hektar och dess största längd är 1 kilometer i nord-sydlig riktning. Ön höjer sig omkring 10 meter över havsytan.
Ön består av flera sammanvuxna tidigare öar: Otterklobben, Långskaft, Hummelskär och Högboskär.

## Klimat
Inlandsklimat råder i trakten. Årsmedeltemperaturen i trakten är 6 °C. Den varmaste månaden är augusti, då medeltemperaturen är 16 °C, och den kallaste är februari, med −4 °C.